# Loch

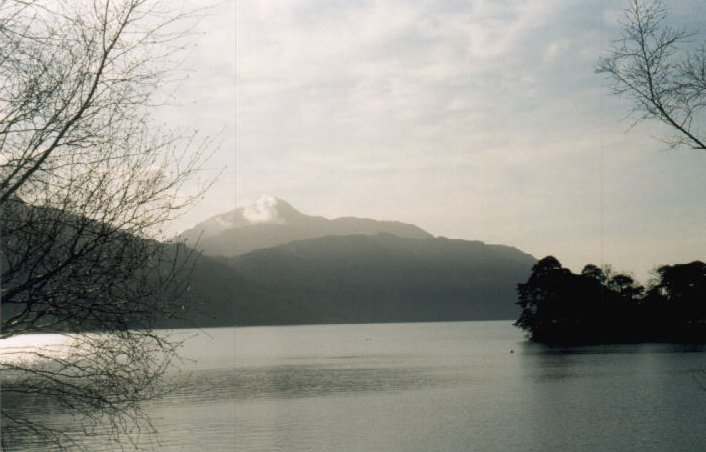
Vista sobre el lago Lomond, hacia el Ben Lomond

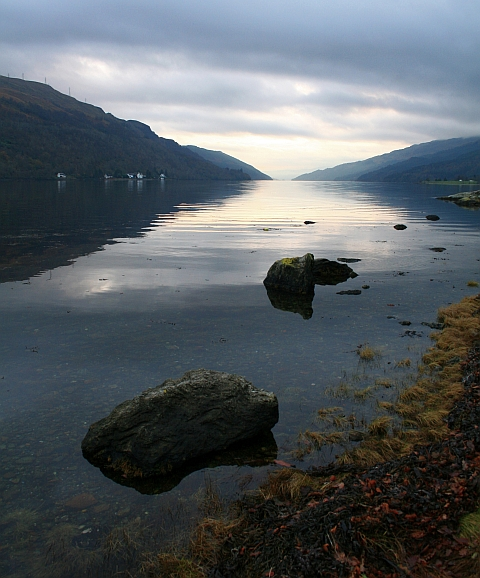
Mirando hacia el lago Long

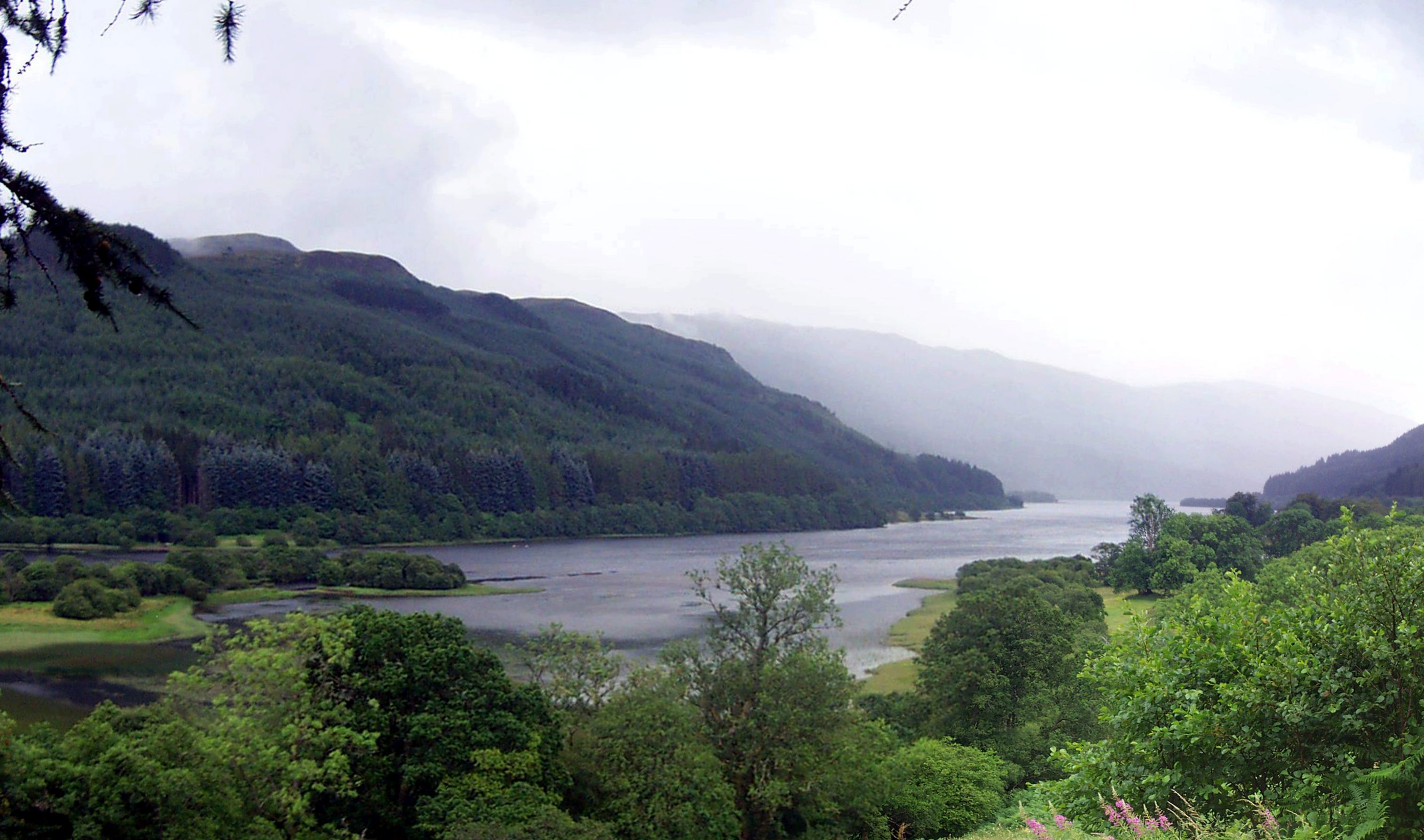
Lago Lubnaig, un embalse

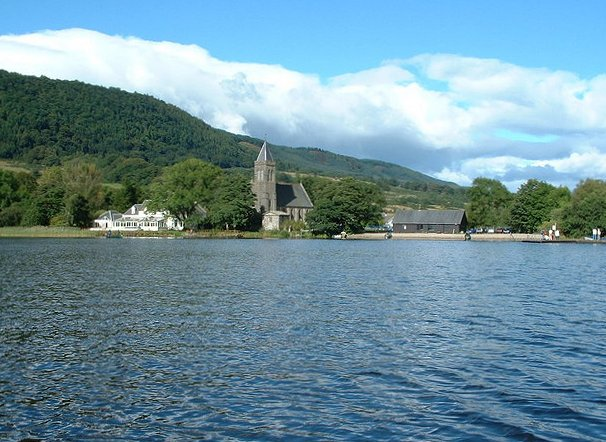
El lago de Menteith (lago Innis MoCholmaig)

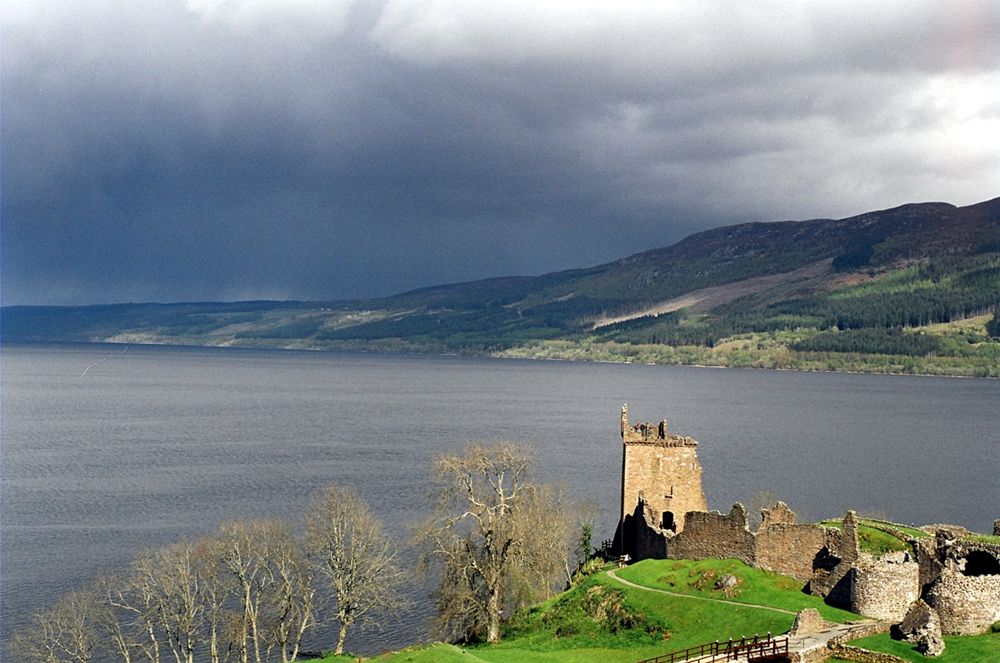
El lago Ness con el castillo de Urquhart a la derecha

Un loch o lough (proveniente del gaélico escocés, pronunciado [ˈlɒx], y como /ˈlɒk/ por aquellos que no pueden articular /x/) es una masa de agua semejante a un lago, incluso puede ser un brazo de mar, también llamado firth, fiordo, estuario o bahía. La palabra «loch» significa lago en gaélico. Los entrantes de mar se suelen llamar sea lochs («lagos marinos»).
Muchos de estos lagos o lochs están en Escocia e Irlanda, pero también los hay en Hawái, cerca de Pearl Harbor. Tal vez el lago escocés más famoso es el lago Ness (Loch Ness), aunque hay otros ejemplos de gran tamaño como lago Awe, lago Lomond y lago Tay.

## Origen del término
Como se ha mencionado, loch o louch  es de origen gaélico y se usa en el nombre de la mayoría de los lagos de Escocia y en el de muchos entrantes de mar en el oeste y norte de este territorio. La palabra es de origen indoeuropeo, ccf. latín lacus, en inglés lake («lago»).
La ortografía de las tierras bajas de Escocia, como el escocés gaélico y el irlandés, representa /x/ con «ch», como en esta palabra.
Los ingleses usan la palabra en una serie de loughs en Northumbria y Cumbria. Las formas antiguas del inglés incluyen el sonido de /x/ como gh (compárese con el escocés bricht y con el inglés bright). Esta forma fue utilizada cuando el idioma inglés colonizó Irlanda. Sin embargo, en el momento en que Escocia e Inglaterra se unieron bajo un solo parlamento, el inglés había perdido el sonido /x/, por lo que la convención escocesa de la utilización de la ch permaneció en el inglés moderno escocés loch.
Muchos de los loughs en el norte de Inglaterra también han sido previamente llamados meres (una palabra del dialecto del inglés del Norte para lake y una palabra arcaica del inglés estándar, que significa «un lago que es amplio en relación a su profundidad»), tal es el caso del Black Lough en Northumberland. Sin embargo, la referencia a este último como lochs or loughs, más que como lakes o inlets, es inusual.
Aunque no existe una definición estricta de tamaño para denominar a estos depósitos naturales de agua, un pequeño lago es a menudo conocido como un lochan (escrito así también en gaélico escocés; en Irlanda es lochán).
Tal vez el loch escocés más famoso es el lago Ness, aunque hay otros ejemplos de gran tamaño como el lago Awe, el lago Lomond y el lago Tay. Ejemplos de lagos marinos (sea lochs, generalmente fiordos) de Escocia son el lago Long, lago Fyne, lago Linnhe, lago Eriboll, lago Tristan y Trisloch.

## El uso deloch
Algunos de los nuevos embalses hidroeléctricos fueron denominados siguiendo fielmente la forma de nombrar los cuerpos de agua naturales; por ejemplo: el proyecto de lago Sloy y los lagos Laggan y Treig (que forman parte del plan hidroeléctrico Lochaber, cerca de Fort William). Otras extensiones se llaman simplemente embalses, por ejemplo: Blackwater Reservoir, por encima de Kinlochleven.

## Loslochesde Escocia
Escocia cuenta con muy pocos cuerpos de agua naturales con el nombre de lakes (lagos). El lago de Menteith, un anglicismo del escocés Laich o Menteith es decir, «trozo de tierras bajas en Menteith», se aplica al lago allí debido a la similitud de los sonidos de las palabras laich y lake. El lago de los Hirsel, el lago Pressmennan y el lago Louise (en los fundamentos de Skibo Castle), son otros cuerpos de agua en Escocia, que se llaman lagos (lakes) y todos son artificiales. Algunos escoceses corregirán a cualquier persona que se refiere a los loches como lakes.
La palabra loch se utiliza como un shibboleth para identificar a los nativos de Inglaterra, porque el duro sonido ch (AFI: [x]) se utiliza en Escocia, mientras que la mayoría de la gente inglesa pronunciar la palabra como lock.

## Lochesfuera de Escocia e Irlanda
Como loch es una palabra en gaélico común, también se encuentra en la raíz de varios topónimos en idioma manés (Isla de Man).
El estadounidense puerto naval de Pearl Harbor, localizado en la costa sur de Oahu, la principal isla de las isla Hawái, es un ejemplo de estos complejos brazos de mar. Varios de estos son nombrados como loches: South East Loch, Merry Loch, East Loch, Middle Loch and West Loch.
Brenton Loch en la islas Malvinas es un lago marino cercano a Lafonia, Isla Soledad.